# Hans J. Pongratz

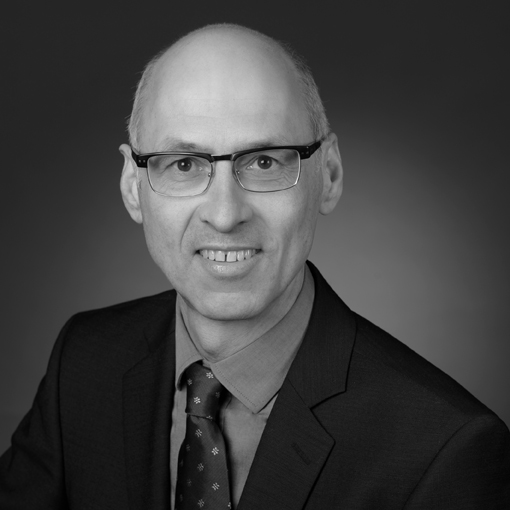
Hans J. Pongratz 2013

Hans J. Pongratz (* 1957) ist ein deutscher Soziologe. Er ist seit 2016 apl. Professor an der Sozialwissenschaftlichen Fakultät der Ludwig-Maximilians-Universität München und seit 2021 Senior Research Fellow am Wirtschafts- und Sozialwissenschaftlichen Institut in Düsseldorf. Von 2011 bis 2015 war er am arbeits- und industriesoziologischen Forschungsinstitut ISF München tätig. Zusammen mit Gerd-Günter Voß hat er den Begriff des Arbeitskraftunternehmers geprägt.

## Leben
Von 1963 bis 1976 besuchte Pongratz die Volksschulen in Johanneskirchen und Vilsbiburg und das Hans-Leinberger-Gymnasium in Landshut. Nach Ableistung des Grundwehrdienstes studierte er von 1978 bis 1983 Soziologie, Psychologie sowie Sozial- und Wirtschaftsgeschichte an der LMU in München. 1990 schloss er die Promotion mit dem Dr. phil. der Fakultät für Pädagogik an der Universität der Bundeswehr München ab, 2002 erfolgte die Habilitation an der gleichen Universität.
Nach Mitarbeit an der Universität der Bundeswehr in München (1985–1990) nahm Pongratz zwischen 1992 und 2005 verschiedene Lehraufträge in München, Augsburg und Chemnitz an. Neben seinen wissenschaftlichen Tätigkeiten war er von 1991 bis 1997 auch freiberuflich tätig. Pongratz vertrat im Wintersemester 2003/04 als Gastprofessor die Professur für Wirtschafts- und Organisationssoziologie an der Universität Hamburg und im Wintersemester 2005/06 den Lehrstuhl für Arbeitspolitik an der Universität in Konstanz. Ab dem Sommersemester 2006 hatte er eine Vertretungsprofessur für den ehemaligen Lehrbereich von Prof. Jutta Allmendinger (Organisationssoziologie, Bildungssoziologie, Soziologie sozialer Ungleichheit) an der Ludwig-Maximilians-Universität München. Von 2011 bis 2015 war er am ISF München tätig.
Pongratz gehört zu den Gründern des Instituts für sozialwissenschaftliche Information und Forschung e.V. in München (ISIFO). Des Weiteren war er Mitherausgeber der Zeitschrift Sociologia Ruralis und des Journal of the European Society for Rural Sociology.

## Veröffentlichungen
Monografien:
- Nachhaltige Innovation. Ein industriesoziologischer Ansatz zum Wandel in Unternehmen. edition sigma, Berlin 2011, zusammen mit Friedrich Weltz.
- Prekäres Unternehmertum: Unsicherheiten von selbstständiger Erwerbstätigkeit und Unternehmensgründung. VS – Verlag für Sozialwissenschaften, 2010, zusammen mit Andrea Bührmann.
- Industriesoziologische Fallstudien. Entwicklungspotenziale einer Forschungsstrategie. edition sigma, Berlin 2010, zusammen mit Rainer Trinczek.
- Die Interaktionsordnung von Personalführung. Inszenierungsformen bürokratischer Herrschaft im Führungsalltag. Westdeutscher Verlag, Opladen 2003.
- Arbeitskraftunternehmer. Erwerbsorientierungen in entgrenzten Arbeitsformen. edition sigma, Berlin 2003, zusammen mit Gerd-Günter Voß.
- Subordination. Inszenierungsformen von Personalführung in Deutschland seit 1933. Rainer Hampp Verlag, München, Mering 2002.
- Die Bauern und der ökologische Diskurs. Befunde und Thesen zum Umweltbewußtsein in der bundesdeutschen Landwirtschaft. Profil-Verlag, München, Wien 1992.